# Australian Championships 1934
Turniej tenisowy Australian Championships, dziś znany jako wielkoszlemowy Australian Open, rozegrano w 1934 roku w Sydney w dniach 18 - 27 stycznia.

## Zwycięzcy

### Gra pojedyncza mężczyzn
- Fred Perry (GBR) – Jack Crawford (AUS) 6:3, 7:5, 6:1

### Gra pojedyncza kobiet
- Joan Hartigan Bathurst (AUS) – Margaret Molesworth (AUS) 6:1, 6:4

### Gra podwójna mężczyzn
- Pat Hughes (GBR)/Fred Perry (GBR) – Adrian Quist (AUS)/Don Turnbull (AUS) 6:8, 6:3, 6:4, 3:6, 6:3

### Gra podwójna kobiet
- Margaret Molesworth (AUS)/Emily Hood Westacott (AUS) – Joan Hartigan Bathurst (AUS)/Ula Valkenburg (AUS) 6:8, 6:4, 6:4

### Gra mieszana
- Joan Hartigan Bathurst (AUS)/Gar Moon (AUS) – Emily Hood Westacott (AUS)/Ray Dunlop (AUS) 6:3, 6:4